# Камерунская кухня
Камерунская кухня – одна из самых разнообразных в Африке из-за расположения Камеруна на перекрестке путей между севером, западом и центром континента; этнического разнообразия, смешения культур племён банту, семи-банту и арабов. К этому следует добавить влияние немецкой колонизации, а затем французской и английской аннексии различных частей страны.

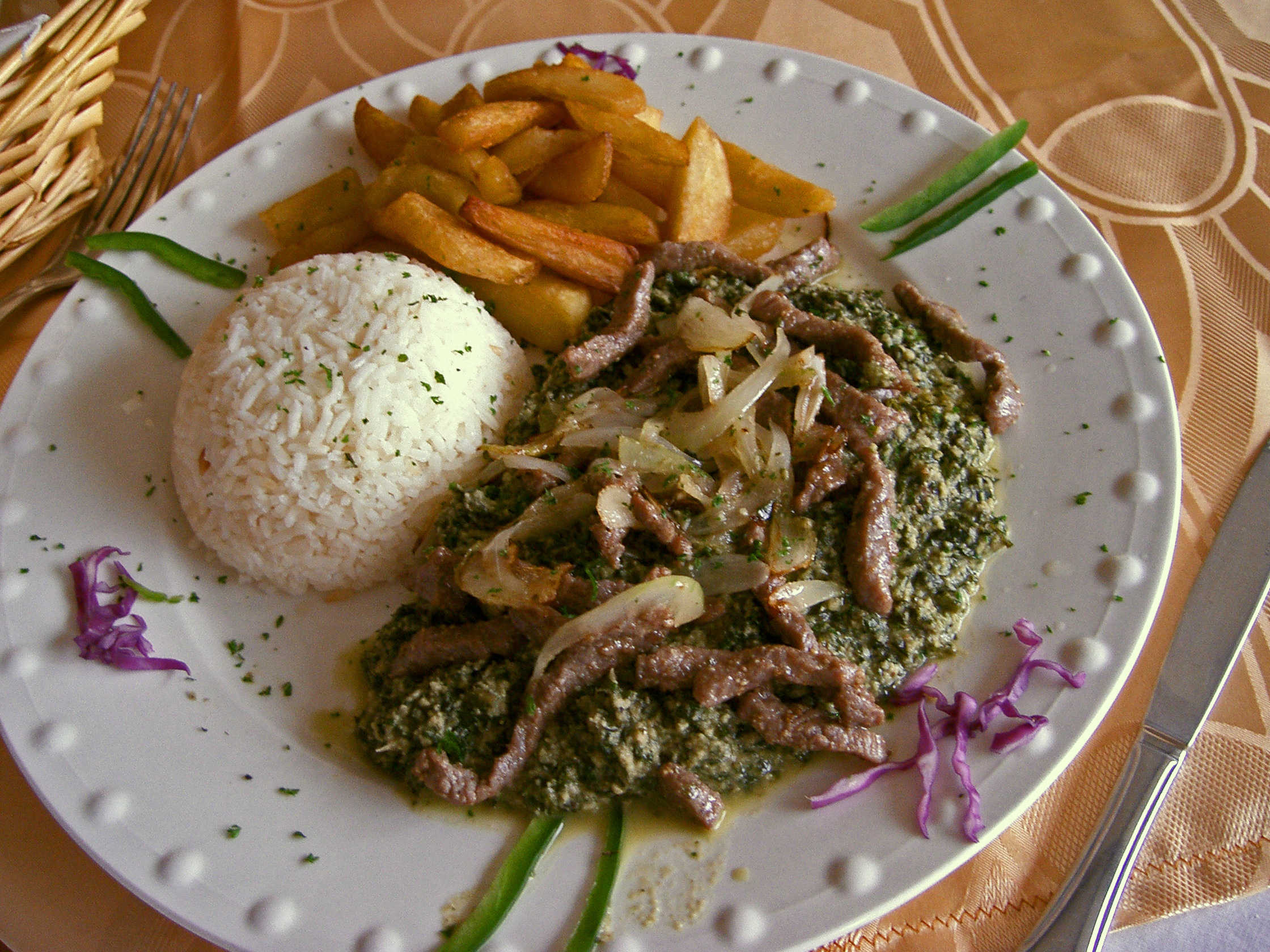
Ндоле

## Обзор
Основные продукты питания в Камеруне включают маниоку, ямс, рис, банан, картофель, сладкий картофель, кукурузу, фасоль , просо, кокоямы (таро, ксантосома), а также различные овощи.
Французы привезли в страну французский хлеб, который широко употребляется и является основным продуктом на завтрак во франкоязычных частях Камеруна, в то время как в англоязычных частях очень популярны британские плоские буханки, которые местные жители называют «хлеб кумба» (Kumba bread), и упрощённый вариант булочек. Основным источником белка для большинства жителей является рыба; также едят птицу и говядину. Мясо диких животных употребляется в пищу повсеместно, одними из самых популярных видов являются панголин, дикобраз и гигантская крыса, хотя из-за редкости они теперь считаются деликатесами. Также процветает нелегальная торговля мясом исчезающих видов диких животных, таких как шимпанзе и горилла.

## Факторы
Камерун неоднократно подвергался колонизации, продукты питания из Нового Света были завезены несколько веков назад, как и европейские методы приготовления и, собственно, европейская культура. На кухню страны также влияет её география, с четкими различиями между северным и южным регионами.  Население Камеруна состоит из более чем 250 этнических групп, таким образом, местная кухня различается в зависимости от этнической группы и региона.

## Ингредиенты
Почва на большей части территории страны очень плодородна, и здесь выращиваются самые разные овощи и фрукты, как местные, так и завезённые. Они включают:
- Маниок
- Банан
- Арахис
- Фуфу
- Красный перец / белый перец пенджа
- Кукуруза
- Баклажан
- Окра
- Вернония
- Помидор
- Кокоям (Cocoyam)

## Специалитеты
Среди камерунских деликатесов:
- Фуфу из кукурузы и ньяма ньяма (листья садовой черники Solanum scabrum)
- Brochettes , местные жители называют soya (разновидность шашлыка или кебаба, приготовленного из курицы, говядины или козы)
- Сангах (смесь кукурузы, листьев маниоки и сока пальмовых орехов)
- Суп мбанга и квакоко (kwacoco), состоящее из перетёртого растения кокояма
- Эру (овощной суп из мелко измельченных листьев растения Gnetum africanum) и фуфу на воде
- Ндоле (острое рагу, содержащее горькие листья, мясо, креветки, свинину и арахисовую пасту)
- Коки (в основном состоит из черноглазого гороха и красного пальмового масла)
- Суп ачу (кокоям фуфу с оранжевым / желтым супом из масла красной пальмы)
- Мбонго'о чоби (острый черный суп из местных трав и специй)
- Суп эгуси (молотые тыквенные семечки, которые часто готовят с темной листовой зеленью или окрой)
- Кондрех (тушеные незрелые бананы с травами и специями, обычно готовятся с козьим мясом)
- Кати Кати, блюдо из курицы на гриле [3][4][5], традиционная еда народа ком. [6]

Популярностью пользуются карри, супы и рыбные блюда, а также мясо на шпажках. В некоторых частях страны (особенно в лесных районах) едят насекомых.